# Odiseas Elitis
Odiseas Elitis (Heraklion, Kreta, Grčka, 2. studenog 1911. – Atena, 18. ožujka 1996.), grčki pjesnik, dobitnik Nobelove nagrade za književnost 1979. godine. 
Odiseas Elitis je piščev pseudonim; pravo ime mu je Odiseas Alepudelis. Iako je rođen na Kreti, njegova obitelj je podrijetlom s Lezba. Sin je i najmlađe od šestero djece Panajotisa Alepudelisa i Marie Vrane.

## Djela:
- 1939. Prosanato lizmos ("Usmjerenja")
- 1943. Ásma iroikó ke pénthimo yia ton haméno anthipolohaghó tis Alvanías  ("Junačka i elegična pjesma u čast podporučnika nestalog u albanskom vojnom pohodu")
- 1943. Ilios o prostos ("Kralj Sunca")
- 1960. Exi ke miá típsis yia ton uranó („Šest i jedna za nebo“)
- 1971. O ílios o iliátoras („Kralj Sunce“)
- 1971. To Monoghramma („Monogram“)
- 1972. Ta ro tou érota („Ro erotike“)
- 1973. Villa Natacha ("Vila Natacha")
- 1974. zbirka eseja Anihtá hártia („Otvorena knjiga“).
- 1979. Maria Neféli